# بیشش هیورم
بیشش هیورم (به انگلیسی: Bishesh Huirem) بازیگر و مدل هندی است.
او یک زن ترنس است.